# Theope busbyi
Espèce
Theope busbyi est une espèce d'insectes lépidoptères appartenant à la famille  des Riodinidae et au genre Theope.

## Taxonomie
Theope busbyi a été décrit par Jason Piers Wilton Hall en 1998.

## Description
Theope busbyi est un papillon au dessus des ailes bleu vif à veines noires largement bordées de noir.
Le revers est noir à reflets métallisés argentés et dorés.

## Écologie et distribution
Theope busbyi est présent en Équateur.

### Protection
Pas de statut de protection particulier.